# Judgment Day (2008)
Judgment Day (2008) foi um evento em pay-per-view de luta profissional produzido pela World Wrestling Entertainment (WWE), que ocorreu em 18 de maio de 2008, no Qwest Center em Omaha, Nebraska. Foi o décimo evento Judgment Day anual e estrelou lutadores do Raw, SmackDown e ECW.
O evento teve sete lutas e culminou em uma luta Steel Cage, na qual o Campeão da WWE Triple H derrotou Randy Orton para reter o título. No evento principal do SmackDown, The Undertaker derrotou Edge por contagem, mas não ganhou o então vago World Heavyweight Championship, pois títulos não podem mudar de mãos por contagem. Na principal luta da ECW, os Campeões de Duplas da WWE John Morrison e The Miz derrotaram Kane e CM Punk para manter os títulos.

## Resultados
| Nº                                          | Resultados                                                            | Estipulações                                        | Tempo |
| ------------------------------------------- | --------------------------------------------------------------------- | --------------------------------------------------- | ----- |
| Dark                                        | Hardcore Holly e Cody Rhodes (c) derrotaram Santino Marella e Carlito | Luta de duplas pelo World Tag Team Championship     | N/A   |
| 1                                           | John Cena derrotou John "Bradshaw" Layfield                           | Luta individual                                     | 15:03 |
| 2                                           | John Morrison e The Miz (c) derrotaram Kane e CM Punk                 | Luta de duplas pelo WWE Tag Team Championship       | 7:12  |
| 3                                           | Shawn Michaels derrotou Chris Jericho                                 | Luta individual                                     | 15:56 |
| 4                                           | Mickie James (c) derrotou Beth Phoenix e Melina                       | Luta Triple Threat pelo WWE Women's Championship    | 4:41  |
| 5                                           | The Undertaker derrotou Edge por contagem                             | Luta individual pelo World Heavyweight Championship | 16:15 |
| 6                                           | Jeff Hardy derrotou Montel Vontavious Porter                          | Luta individual                                     | 9:42  |
| 7                                           | Triple H (c) derrotou Randy Orton                                     | Luta em uma jaula de aço pelo WWE Championship      | 21:11 |
| (c) – Refere-se aos campeões antes da luta. |                                                                       |                                                     |       |